# Iván Leguizamón
Iván Ezequiel Leguizamón (Asunción, 3 luglio 2002) è un calciatore paraguaiano, ala dell' Olimpia.

## Caratteristiche tecniche
Ala mancina, veloce e abile tecnicamente, può essere impiegato anche come centrocampista.

## Carriera

### Club
Ha giocato nella prima divisione argentina.

### Nazionale
Nel novembre del 2023 viene convocato per la prima volta dal Paraguay, con cui esordisce in nella sconfitta per 0-1 contro la Colombia.

## Statistiche

### Presenze e reti nei club
Statistiche aggiornate al 17 novembre 2023.
| Stagione        | Squadra         | Campionato      | Campionato | Campionato | Coppe nazionali | Coppe nazionali | Coppe nazionali | Coppe continentali | Coppe continentali | Coppe continentali | Altre coppe | Altre coppe | Altre coppe | Totale | Totale |
| Stagione        | Squadra         | Comp            | Pres       | Reti       | Comp            | Pres            | Reti            | Comp               | Pres               | Reti               | Comp        | Pres        | Reti        | Pres   | Reti   |
| --------------- | --------------- | --------------- | ---------- | ---------- | --------------- | --------------- | --------------- | ------------------ | ------------------ | ------------------ | ----------- | ----------- | ----------- | ------ | ------ |
| 2022            | San Lorenzo     | PD              | 24         | 2          | CA+CdL          | 1+4             | 0               | -                  | -                  | -                  | -           | -           | -           | 29     | 2      |
| 2023            | San Lorenzo     | PD              | 25         | 2          | CA+CdL          | 4+13            | 0               | CS                 | 10                 | 0                  | -           | -           | -           | 52     | 2      |
| Totale carriera | Totale carriera | Totale carriera | 49         | 4          |                 | 22              | 0               |                    | 10                 | 0                  |             | -           | -           | 81     | 4      |